# Claude de Beauharnais (1680–1738)
Pour les articles homonymes, voir Claude de Beauharnais et Maison de Beauharnais.
Claude de Beauharnais, seigneur des Roches-Baritaud, seigneur de Beaumont, de Villechauve, né le 22 septembre 1674 à Orléans et mort en 1738, est un officier de marine et gentilhomme français des XVIIe et XVIIIe siècles. Il termine sa carrière avec le grade de capitaine de vaisseau.

## Biographie

### Origines et famille
Claude de Beauharnais descend de la maison de Beauharnais. Il est le fils de François IV de Beauharnais, seigneur de La Boische, de la Chaussée, de Beaumont et de Beauville, et de Marguerite-Françoise de Pyvart de Chastullé.
Il est le frère de Charles de La Boische, de François de Beauharnais de La Boëche et de Jeanne Elisabeth de Beauharnais, épouse de Michel Bégon de la Picardière.

### Carrière militaire
Il sert dans un premier temps dans l'armée de terre en tant que capitaine d'une compagnie franche d'infanterie en 1707, avant d'entrer dans la Marine royale. Il est capitaine de frégate en 1712, avant de recevoir un brevet de capitaine des vaisseaux du Roi en 1717. L'année suivante, il est fait chevalier de l'ordre royal et militaire de Saint-Louis en 1718.

### Mariage et descendance
Le 11 mai 1713, Claude de Beauharnais épouse Renée Hardouineau (fille de Pierre Hardouineau, seigneur de La Laudanière et de la Pivoterie, receveur général des domaines et bois de la généralité de La Rochelle, et de Renée Le Pays de Beauville, qui épousa en 1716 le marquis de Beauharnais). Deux enfants naissent de cette union, tous deux serviront dans la Marine et parviendront au grade de chef d'escadre :
- François de Beauharnais (1714-1800), baron de Beauville, marquis de Beauharnais, seigneur de Villechauve, de la Ferté-Anzain
- Claude-Joseph de Beauharnais, comte des Roches-Baritaud (16 janvier 1717–1784), en 1763, il épouse Anne-Françoise Mouchard de Chaban (1737–1813), trois enfants naissent de leur union.

Claude de Beauharnais est l'ascendant de Nicolas de Leuchtenberg et de Napoléon III.